# Emma Walmsley
Emma Natasha Walmsley, (sinh vào tháng 6 năm 1969) là Chủ tịch tập đoàn (CEO) GlaxoSmithKline. Bà là người kế nhiệm Sir Andrew Witty, người đã nghỉ hưu vào năm 2017.

## Tiểu sử
Walmsley sinh vào tháng 6 năm 1969 ở Barrow-in-Furness tại Lancashire (nay là Cumbria), con gái của Phó đô đốc Robert Walmsley và phu nhân Christina Walmsley. Bà từng theo học trường St Swithun's School, Winchester và từng có bằng Thạc sĩ ngành Ngôn ngữ học Cổ điển và Hiện đại ở Đại học Oxford.

## Sự nghiệp
Walmsley từng làm việc ở L'Oreal trong 17 năm với vai trò tổng giám đốc và vai trò hoạt động quảng cáo ở Paris, London và New York. Vào năm 2007, bà được bổ nhiệm là Tổng Giám đốc, Nhà sản xuất cho L'Oreal Trung Quốc ở Thượng Hải, nơi bà điều hành hoạt động sản xuất của công ty, giám sát các nhãn hàng toàn cầu như L'Oréal Paris, Maybelline và Garnier, cũng như là Mininurse, một nhãn mỹ phẩm chăm sóc da của Trung Quốc. Vào thời điểm bà chuyển sang GSK vào năm 2010, trích dẫn lời thành viên công ty Advertising Age rằng họ đã rất bất ngời trước sự rời đi của bà ở L'Oreal, nơi bà đang nắm giữ chức vụ rất cao.

Bà tham gia GlaxoSmithKline vào tháng 8 năm 2010 với vai trò là Giám đốc điều hành của người tiêu dùng chăm sóc sức khỏe ở Châu Âu, sáng lập vào tháng 10 năm 2011 để tiến đến người tiêu dùng chăm sóc sức khỏe toàn cầu với cương vị là Chủ tịch người tiêu dùng chăm sóc sức khỏe toàn cầu và thành viên của ban quản trị. Vào tháng 3 năm 2015 bà trở thành Chủ tịch hội đồng quản trị của Người tiêu dùng chăm sóc sức khỏe. Walmsley đã tham gia dẫn đầu tiếp thị sản phẩm ở các thị trường nổi. Dưới sự lãnh đạo sản xuất các sản phẩm bán lẻ, một trong những tập đoàn lớn nhất về sức khỏe với các nhãn hàng như Panadol, Voltaren và Horlicks, thu về gần 1/4 lợi nhuận của GlaxoSmithKline.
Bà là Chủ tịch hội đồng quản trị của công ty vào tháng 4 năm 2007, khiến Walmsley trở thành người phụ nữ đầu tiên điều hành ngành dược phẩm của công ty. Ở thời điểm đó, các chuyên gia cho rằng sự bổ nhiệm của Walmsley được cho như là một dấu hiệu rằng GSK lấy hoạt động tiêu thụ là nòng cốt của công ty.
Vào tháng 8 năm 2017, Walmsley tuyên bố rằng ưu tiên hàng đầu của bà là khiến cho GlaxoSmithKline trở nên dày dặn kinh nghiệm về sản xuất và quảng cáo các loại thuốc mới. Bà tuyên bố một loạt các hạn chế dành cho sản xuất thuốc, đặt mục tiêu phân phối 80% vốn R & D dược phẩm cho tối đa bốn khu vực bệnh. Tuy nhiên, chuyên gia công nghiệp cho răng quyết định của GlaxoSmithKline để nắm giữ cổ tức của nó sẽ hạn chế số tiền có sẵn cho R & D và mua chất xám từ các công ty khác.
Vào tháng 1 năm 2018,báo cáo cho rằng Walmsley đã thay thế 50 quản trị viên hàng đầu của GlaxoSmithKline trong các doanh nghiệp của công ty, đưa ra một lượng các quản trị viên mới, trong đó có Karenann Terrell của Walmart là giám đốc kĩ thuật và công nghệ.

## Phong cách lãnh đạo
Hồ sơ của Walmsley trong Financial Times vào tháng 9 năm 2016 cho rằng các đồng nghiệp của bà miêu tả bà như một lãnh đạo "mạnh mẽ và bùng nổ", người pha trộn một phong cách đáng kính với sự tập trung "thép". "Cô ấy đặt mục tiêu rõ ràng và có rất nhiều KPI [chỉ số hiệu suất chính] để đo lường phân phối".Bà chú ý đến sự phát triển tài năng nhưng "có thể tàn nhẫn với những người làm việc kém cỏi".